# 陈世旭
陈世旭（1948年1月—），男，汉族，江西南昌人，中国作家，中国作家协会理事，现任江西省作家协会主席，江西省文学艺术界联合会主席，第七、八、九届全国人大代表。